# Mar de Cristal (metrostation)
Mar de Cristal is een metrostation in de Spaanse hoofdstad Madrid dat op 27 april 1998 werd geopend. Het ligt onder de gelijknamige rotonde op de grens van de wijken Pinar del Rey en Canillas in het stadsdeel Hortaleza. 

## Geschiedenis
Het project werd gestart om de jaarbeurs ( Feria de Madrid) een aansluiting te bieden op de metro via een zijlijn van lijn 4. Dit plan werd de basis voor de aanleg van een lijn tussen de luchthaven en Nuevos Ministerios. Deze luchthavenlijn kreeg het op 22 januari 1998 vrijgekomen lijnnummer 8. Het station werd gerealiseerd met medefinanciering door de Europese Unie. 
Mar de Cristal werd gebouwd als het overstappunt tussen lijn 4 en de nieuwe lijn 8.  Hiertoe werd lijn 4 doorgetrokken vanaf Esperanza met de mogelijkheid om deze lijn verder naar het noorden te verlengen. Het eerste deel van lijn 8 was geen zijlijn maar begon als pendeldienst tussen Mar de Cristal en de jaarbeurs. 
Het station werd op 27 april 1998 door Juan Carlos I van Spanje en Sophia van Griekenland, destijds koning en koningin van Spanje, geopend als noordelijk eindpunt van lijn 4.  Op 24  juni 1998 begon ook de reizigersdienst tussen Mar de Cristal en de jaarbeurs. Op 15 december 1998 werd lijn 4 ten noorden van Mar de Cristal doorgetrokken naar Parque de Santa María. 
Op 21 mei 2002 werd lijn 8 ten westen van Mar de Cristal doorgetrokken naar Nuevos Ministerios , hierdoor werden de Paseo de la Castellano en het zakencentrum van Madrid in zeven minuten bereikbaar vanuit Hortaleza. 

Ligging van de metrolijnen bij Mar de Cristal

De perrons van lijn 4 waren van 13 januari tot en met 10 maart 2020 gesloten in verband met werkzaamheden aan de lijn. De dienst op lijn 8 werd normaal onderhouden. De vervangende gratis busdienst tussen Avenida de América en Pinar de Chamartín had een halte vlakbij het station.
Mar de Cristal was tussen 13 februari en 28 mei 2022 weer tijdelijk het westelijke eindpunt van lijn 8 toen het traject Colombia-Mar de Cristal was geblokkeerd als gevolg van bouwwerkzaamheden. Ook hier kwam een vervangende gratis busdienst tussen de twee stations, terwijl de dienst op lijn 4 normaal werd onderhouden. 
De uitbreidingsplannen voor lijn 11 voorzien anno 2025 in een route tussen Atocha en Valdebebas via Mar de Cristal. Hierdoor wordt Mar de Cristal een belangrijk OV-knooppunt in het noordoosten van Madrid.

## Ligging en inrichting
Het is een ruim, modern en uiterst functioneel station dat grote architectonische overeenkomsten heeft met de modernste stations van de metro van Madrid. Het is ontworpen als één groot kubiek geheel waar de twee lijnen elkaar bijna loodrecht kruisen. Het is geheel toegankelijk voor rolstoelgebruikers en beschikt over een kiosk van Bibliometro waar reizigers boeken kunnen lenen. 
De drie toegangen liggen rond het plein, een aan de noordkant en een aan de zuidkant met een vaste trap en een klassieke toegangsboog. De derde toegang ligt aan de westkant voor  het winkelcentrum en beschikt over een roltrap en een lift in een glazen toegangsgebouw, zoals bij meerdere nieuwere stations.
De stationshal ligt op niveau -1 en heeft een lichtkoepel midden op het plein waardoor daglicht kan binnenvallen. De perrons van lijn 4 liggen op niveau -2 en die van lijn 8 op niveau -3. Door de ruime hoeveelheid roltrappen en liften kunnen alle reizigers snel overstappen tussen de lijnen. De perrons langs lijn 4 zijn langer dan gebruikelijk op deze lijn. De wanden zijn bekleed met dieprode metalen panelen.
Het station bedient de centrale as van de wijk, voornamelijk woonblokken, maar ook verschillende openbare en particuliere voorzieningen, zoals verschillende onderwijs- en gezondheidscentra en het winkelcentrum Gran Vía de Hortaleza. In de directe omgeving bevinden zich tal van bushaltes, die een goede verbinding tussen het boven- en ondergrondse vervoer mogelijk maken. Door de aanzienlijke reizigersstroom en de overstap tussen beide lijnen is het station een belangrijk OV-knooppunt in het noordoosten van Madrid en biedt het een snelle verbinding met het centrum van de hoofdstad.  

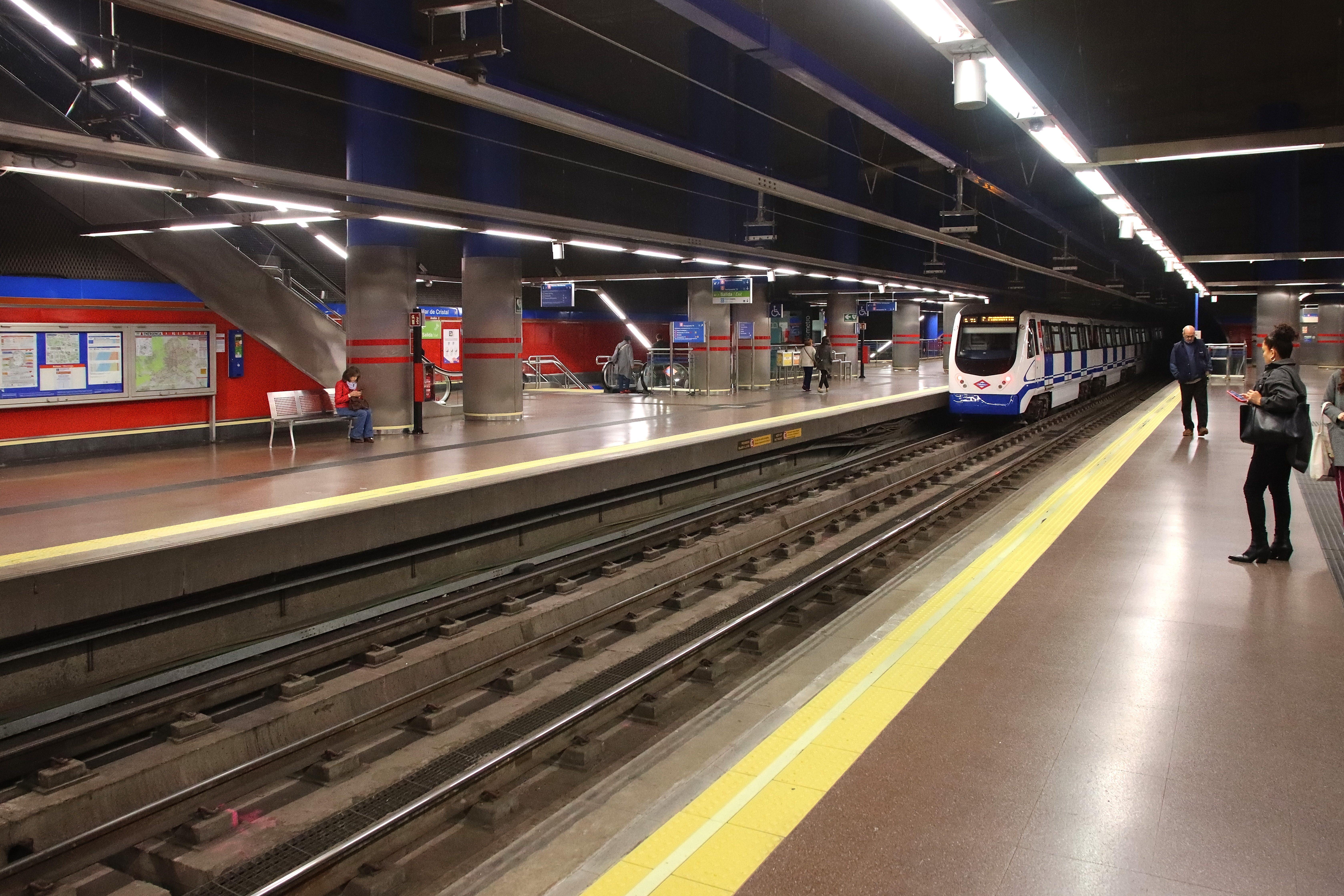
Sporen en perrons van lijn 4
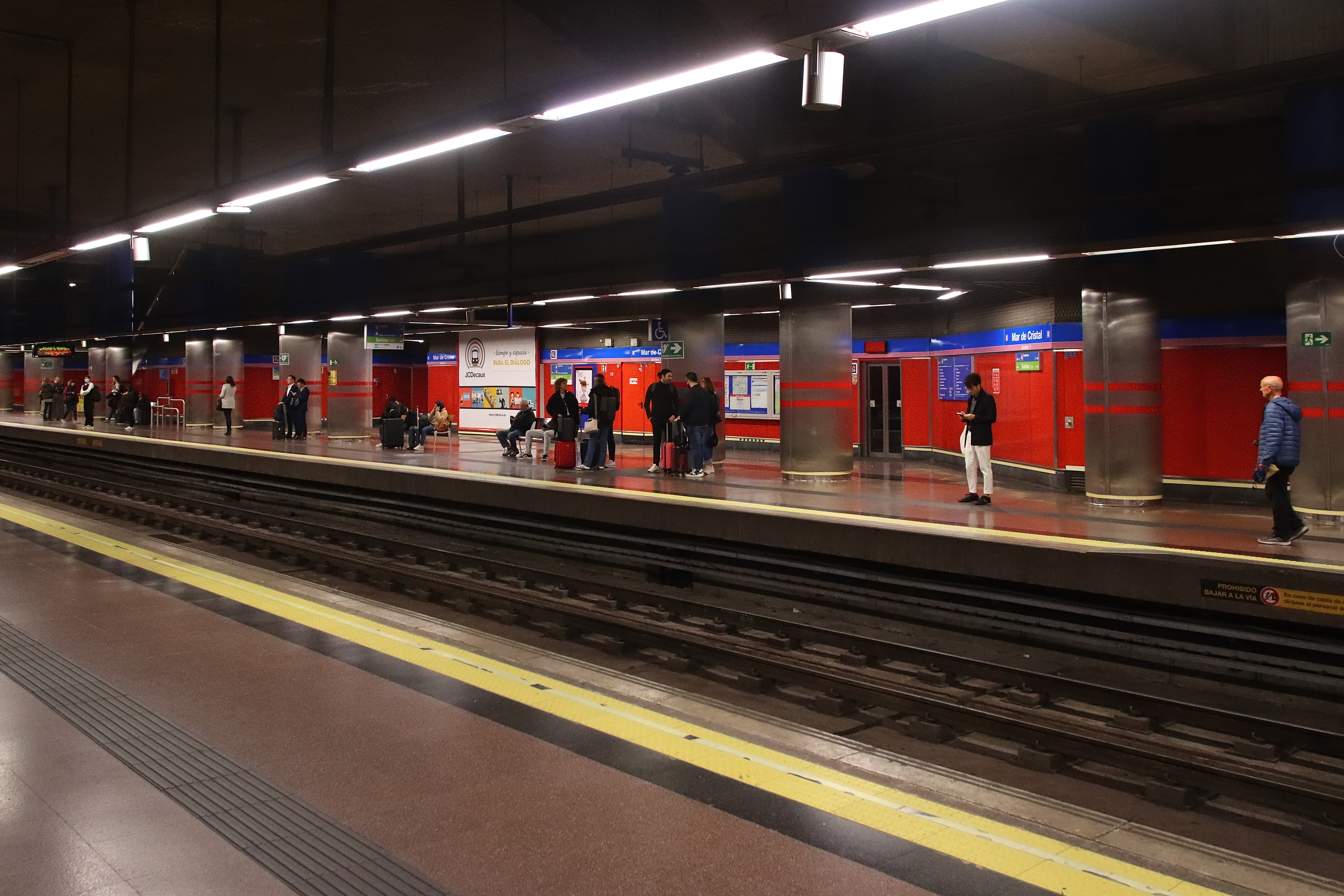
Sporen en perrons van lijn 8